# Bairro SAAL da Meia Praia - Duna
O Bairro SAAL da Meia Praia - Duna, igualmente conhecido como Bairro 1.º de Maio, é um conjunto habitacional na zona da Meia Praia, no concelho de Lagos, em Portugal.

## História
Este conjunto habitacional foi construído no âmbito do programa Serviço de Apoio Ambulatório Local, criado após a Revolução de 25 de Abril de 1974 para dar resposta aos problemas habitacionais que se verificavam entre as camadas mais carenciadas da população. Este plano baseava-se num conceito de autoconstrução por parte dos próprios habitantes, com o apoio de voluntários e desempregados, sendo o governo responsável pela organização, financiamento e outros apoios. De forma a ajudar as associações dos moradores no terreno, foram criados vários grupos ambulantes de especialistas, denominados de equipas volantes, sendo a unidade responsável pela zona Oeste do Algarve formada por David Oliveira, Artur Sequeira, José Gonçalves, João Costa, Carlos Grade, Carlos Torpes, Luís Gama, e António Oliveira, Zélia Correia, Dulce Costa, Luís Rosado, Luísa Veloso e Leonarda Guerreiro.
Logo em 7 de Fevereiro de 1975, foi criada em Lagos a associação de moradores 1.º de Maio, e em Março desse ano começaram as obras para a construção de dezoito fogos residenciais. Em 14 de Maio, foram publicados os estatutos da associação dos moradores no Diário da República. Um Despacho Ministerial de 1976 atribiu o controlo pelos empreendimentos do Serviço de Apoio Ambulatório Local às Câmara Municipais.

## Descrição
O Bairro do SAAL de Lagos é um pequeno conjunto de unidades residenciais unifamiliares, do tipo das habitações económicas. Cada casa apresenta apenas o piso térreo, e um logradouro anexo à fachada principal, estando organizadas em quarteirões.
Também foram construídos outros bairros no concelho de Lagos ao abrigo do programa do Serviço de Apoio Ambulatório Local, incluindo o Bairro da Associação de Moradores 25 de Abril, igualmente na zona da Meia Praia, a Associação de Moradores 11 de Março na vila da Luz, a Associação de Moradores Liberdade em Espiche, a Associação de Moradores Zona Verde em Bensafrim, e a Associação de Moradores 28 de Setembro.